# Wijken en buurten in Tubbergen
De Nederlandse gemeente Tubbergen is voor statistische doeleinden onderverdeeld in wijken en buurten. De gemeente is verdeeld in de volgende statistische wijken:
- Wijk 00 Tubbergen (CBS-wijkcode:018300)
- Wijk 01 Albergen (CBS-wijkcode:018301)
- Wijk 02 Harbrinkhoek (CBS-wijkcode:018302)
- Wijk 03 Geesteren (CBS-wijkcode:018303)
- Wijk 04 Langeveen (CBS-wijkcode:018304)
- Wijk 05 Vasse (CBS-wijkcode:018305)
- Wijk 06 Reutum (CBS-wijkcode:018306)
- Wijk 07 Fleringen (CBS-wijkcode:018307)

Een statistische wijk kan bestaan uit meerdere buurten. Onderstaande tabel geeft de buurtindeling met kentallen volgens het Centraal Bureau voor de Statistiek (2008):
| CBS-buurtcode | Buurtnaam                      | Inwonertal | Opp. totaal (ha) | Opp. land (ha) | Ligging                |
| ------------- | ------------------------------ | ---------- | ---------------- | -------------- | ---------------------- |
| BU01830000    | Tubbergen-Dorp                 | 4720       | 326              | 326            | Locatie in de gemeente |
| BU01830008    | Verspreide huizen Manderveen   | 650        | 1006             | 1006           | Locatie in de gemeente |
| BU01830009    | Verspreide huizen Tubbergen    | 750        | 1440             | 1439           | Locatie in de gemeente |
| BU01830100    | Albergen kern                  | 2220       | 126              | 126            | Locatie in de gemeente |
| BU01830109    | Verspreide huizen Albergen     | 1320       | 2084             | 2070           | Locatie in de gemeente |
| BU01830200    | Harbrinkhoek kern              | 970        | 71               | 71             | Locatie in de gemeente |
| BU01830201    | Mariaparochie                  | 270        | 19               | 19             | Locatie in de gemeente |
| BU01830209    | Verspreide huizen Harbrinkhoek | 610        | 422              | 420            | Locatie in de gemeente |
| BU01830300    | Geesteren kern                 | 2470       | 143              | 143            | Locatie in de gemeente |
| BU01830309    | Verspreide huizen Geesteren    | 1810       | 3046             | 3036           | Locatie in de gemeente |
| BU01830400    | Langeveen kern                 | 740        | 104              | 104            | Locatie in de gemeente |
| BU01830409    | Verspreide huizen Langeveen    | 530        | 890              | 886            | Locatie in de gemeente |
| BU01830500    | Vasse kern                     | 720        | 55               | 55             | Locatie in de gemeente |
| BU01830507    | Verspreide huizen Hezingen     | 200        | 880              | 879            | Locatie in de gemeente |
| BU01830508    | Verspreide huizen Vasse        | 200        | 748              | 748            | Locatie in de gemeente |
| BU01830509    | Verspreide huizen Mander       | 370        | 903              | 903            | Locatie in de gemeente |
| BU01830600    | Reutum kern                    | 690        | 71               | 71             | Locatie in de gemeente |
| BU01830608    | Verspreide huizen Haarle       | 140        | 356              | 356            | Locatie in de gemeente |
| BU01830609    | Verspreide huizen Reutum       | 510        | 1116             | 1110           | Locatie in de gemeente |
| BU01830700    | Fleringen kern                 | 510        | 43               | 43             | Locatie in de gemeente |
| BU01830709    | Verspreide huizen Fleringen    | 400        | 890              | 886            | Locatie in de gemeente |